# HTTP Strict Transport Security
HTTP Strict Transport Security o HTTP con Seguridad de Transporte Estricta (HSTS), es una política de seguridad web establecida para evitar ataques que puedan interceptar comunicaciones, cookies, etc. Según este mecanismo un servidor web declara que los agentes de usuario compatibles (es decir, los navegadores), solamente pueden interactuar con ellos mediante conexiones HTTP seguras (es decir, en HTTP sobre TLS/SSL). HSTS es un estándar del IETF y se especifica en el RFC 6797.
La política HSTS es comunicada por el servidor al navegador a través de un campo de la cabecera HTTP de respuesta denominado "Strict Transport-Security". La política HSTS especifica un período de tiempo durante el cual el agente de usuario deberá acceder al servidor sólo en forma segura.

## Historia
La especificación HSTS se publicó como RFC 6797 el 19 de noviembre de 2019 después de ser aprobado el 19 de octubre de 2019 por la IESG para su publicación como un estándar propuesto RFC.  Los autores originalmente lo presentaron como Borrador de Internet el 17 de junio de 2010. Fue con la conversión a un Borrador de Internet que el nombre de la especificación se modificó a "Seguridad de Transporte HTTP estricta" desde el original "seguridad de transporte estricta" (STS). La razón de este cambio de nombre fue debido a que era específica para HTTP. La última "versión comunitaria" de la entonces llamada especificación "STS" fue publicada el 18 de diciembre de 2009, con revisiones basadas en la retroalimentación de la comunidad.
El borrador de la especificación original de Jeff Hodges de PayPal, Collin Jackson y Adam Barth, fue publicado el 18 de septiembre de 2009.
La especificación HSTS está basado en obra original de Jackson y Barth como se describe en su artículo “ForceHTTPS: Protecting High-Security Web Sites from Network Attacks”.
Además, HSTS es la realización de una faceta de una visión global para mejorar la seguridad web, presentada por Jeff Hodges y Andy Steingruebl en su artículo del 2010 The Need for Coherent Web Security Policy Framework(s).

## Resumen del mecanismo HSTS
Cuando una aplicación web envía la política HSTS al agente del usuario, los que cumplan con el estándar se comportan de la siguiente manera:
1. Los vínculos inseguros que hacen referencia a la aplicación web se convierten automáticamente en enlaces seguros. (Por ejemplo, http://example.com/some/page/ se modificará a https://example.com/some/page/ antes de acceder al servidor.)
2. Si la seguridad de la conexión no se puede asegurar (por ejemplo, el certificado TLS del servidor es autofirmado), muestran un mensaje de error y no permiten al usuario acceder a la aplicación web.

La política HSTS ayuda a proteger a los usuarios de aplicaciones web contra algunos ataques de red pasivos (eavesdropping) y activos. Un atacante man-in-the-middle tiene una capacidad muy reducida para interceptar las peticiones y respuestas entre un usuario y un servidor de aplicaciones web, mientras que el navegador del usuario tenga una política HSTS vigente para esa aplicación web.

## Aplicabilidad
La vulnerabilidad de seguridad más importante que HSTS puede prevenir es la extracción de SSL (SSL-stripping) en ataques man-in-the-middle, introducidas por primera vez por Moxie Marlinspike en su charla "New Tricks to defeat SSL in Practice" en la BlackHat Federal de 2009. El ataque de extracción SSL funciona (tanto en SSL como en TLS) convirtiendo una conexión segura HTTPS a una conexión plana en HTTP transparentemente. El usuario puede ver que la conexión es insegura, pero fundamentalmente no hay forma de saber si la conexión debe ser segura. Muchos sitios web no utilizan TLS/SSL, por lo tanto, no hay forma de saber (sin conocimientos previos) si el uso de HTTP plano se debe a un ataque, o simplemente porque el sitio no ha implementado TLS/SSL. Además, no hay advertencias que se presenten al usuario durante el proceso de bajada, haciendo que el ataque bastante sutil para todos menos el más vigilante. La herramienta sslstrip de Marlinspike automatiza completamente el ataque.
HSTS soluciona este problema, informando al navegador que las conexiones al sitio siempre debe usar TLS / SSL. La cabecera HSTS puede ser despojada por el atacante si esta es la primera visita del usuario. El navegador Chrome intenta limitar este problema mediante la inclusión de una lista de sitios HSTS "pre-cargada" Desafortunadamente, esta solución no puede ampliarse para incluir todos los sitios web en Internet. Una posible solución podría lograrse mediante el uso de los registros DNS para declarar la política HSTS y acceder de forma segura a través de DNSSEC, opcionalmente con huellas digitales de certificados para asegurar su validez. HSTS también puede ayudar a evitar tener una cookie de inicio de sesión basado sitio web credenciales robadas por herramientas ampliamente disponibles, como Firesheep.

## Limitaciones
La solicitud inicial permanece sin protección contra ataques activos si utiliza un protocolo no seguro, como HTTP simple o si la URL de la solicitud inicial se obtuvo a través de un canal inseguro. Lo mismo se aplica a la primera petición después de que el período de actividad que se especifican en la política HSTS anunciada max-age (los sitios deben establecer un período de varios días o meses dependiendo de la actividad del usuario y su comportamiento). Google Chrome aborda esta limitación mediante la implementación de una "lista STS precargada".
Incluso con dicha "lista de STS precargado", HSTS no puede evitar los ataques avanzados como BEAST o CRIME (ambos fueron presentados por Juliano Rizzo y Thai Duong). Esto es porque los ataques son contra TLS/SSL en sí, y por lo tanto son ortogonales a la aplicación de la política HSTS.
Consulte el RFC 6797 para una discusión general de las consideraciones de seguridad HSTS.

## Soporte de navegadores
- Google Chrome admite HSTS partir de la versión 4.0.211.0.[21]
- HSTS está incluido en Firefox 4.[22] Con Firefox 17, Mozilla da una lista de sitios web que soportan HSTS.[23]
- Opera 12[24]
- La extensión NoScript para Firefox impone HSTS partir de la versión 1.9.8.9.[25]
- La extensión HTTPS Everywhere[26] para Firefox, derivada de NoScript, generaliza el concepto de HSTS, para incluir subconjuntos de los caminos en algunos dominios y reescritura de URI inseguros http:// en un dominio para obtener los https:// en otro. (por ejemplo, de http://en.wikipedia.org/wiki/ a https://secure.wikimedia.org/wikipedia/en/wiki/)
- Internet SSL Survey 2010 v1.6[27]
- STS - Los Proyectos Chromium[28]

## Implementaciones
Las cabeceras STS deben ser enviadas solamente a través de las respuestas HTTPS. Las implementaciones de cliente no deben respetar los encabezados enviados a través de respuestas no HTTPS o respuestas sobre HTTPS que no utilizan certificados de confianza correctamente configurados. Los fragmentos de configuración de servidor siguientes deben estar dentro del contexto de un bloque de configuración de sitio SSL, y los ejemplos de código están destinados a estar dentro del contexto de respuestas HTTPS solamente.
Tenga en cuenta que el máximo de edad se presenta en segundos. Los 31536000 segundos (12 meses) en los siguientes ejemplos se pueden cambiar, dependiendo de cuánto tiempo el operador del servidor web está dispuesto a comprometerse a utilizar HTTPS solamente. Se recomienda establecer el máximo de edad a un valor tan grande como 31536000 (12 meses) o 63072000 (24 meses).
Tenga en cuenta también que el encabezado HSTS sólo se debe enviar cuando se usa una conexión segura (HTTPS) y no cuando se utiliza HTTP.
Implementación en Apache:
```
# load module (example using [RHEL])

LoadModule
 
headers_module
 
modules/mod_headers.so

# redirect all HTTP to HTTPS (optional)

<VirtualHost
 
*:80
>

       
ServerAlias
 
*

       
RewriteEngine
 
On

       
RewriteRule
 
^(.*)$
 
https://%{HTTP_HOST}$1
 
[redirect=301]

</VirtualHost>

# HTTPS-Host-Configuration

<VirtualHost
 
10.0.0.1:443
>

      
# Use HTTP Strict Transport Security to force client to use secure connections only

      
Header
 
always
 
set
 
Strict-Transport-Security
 
"max-age=31536000; includeSubDomains; preload"

      
# Further Configuration goes here

      
[
...
]

</VirtualHost>

```

Implementación en lighttpd.
```
server.modules
 
+=
 
(
"mod_setenv"
)

$HTTP
[
"scheme"
]
 
==
 
"https"
 
{

    
setenv.add-response-header
  
=
 
(
"Strict-Transport-Security"
 
=>
 
"max-age=10886400; includeSubDomains; preload"
)

}

```

Implementación en nginx.
```
# Use HTTP Strict Transport Security to force client to use secure connections only

add_header
 
Strict-Transport-Security
 
max-age=10886400
;
 
includeSubDomains
;
 
preload
;

```

```
# Use HTTP Strict Transport Security to force client to use secure connections only with includeSubdomains 

add_header
 
Strict-Transport-Security
 
"max-age=10886400
;
 
includeSubDomains
;
 
preload"

```

Implementación en PHP.
```
// Use HTTP Strict Transport Security to force client to use secure connections only

$use_sts
 
=
 
true
;

// iis sets HTTPS to 'off' for non-SSL requests

if
 
(
$use_sts
 
&&
 
isset
(
$_SERVER
[
'HTTPS'
])
 
&&
 
$_SERVER
[
'HTTPS'
]
 
!=
 
'off'
)
 
{

    
header
(
'Strict-Transport-Security: max-age=10886400; includeSubDomains; preload'
);

}
 
elseif
 
(
$use_sts
)
 
{

    
header
(
'Location: https://'
.
$_SERVER
[
'HTTP_HOST'
]
.
$_SERVER
[
'REQUEST_URI'
],
 
true
,
 
301
);

    
// we are in cleartext at the moment, prevent further execution and output

    
die
();

}

```

Implementación en Perl CGI.
```
# Use HTTP Strict Transport Security to force client to use secure connections only

use
 
CGI
;

use
 
URI
;

my
 
$q
   
=
 
new
 
CGI
;

my
 
$url
 
=
 
URI
->
new
(
$cgi
->
request_uri
)

my
 
$use_sts
 
=
 
1
;

if
 
(
$use_sts
 
and
 
$url
->
scheme
 
eq
 
'https'
)
 
{

    
print
 
$q
->
header
(
'Strict-Transport-Security'
 
=>
 
'max-age=10886400; includeSubDomains; preload'
);
 

}
 
elsif
 
(
$use_sts
)
 
{

    
$url
->
scheme
(
'https'
);

    
print
 
$q
->
redirect
(
status
 
=>
 
301
,
 
location
 
=>
 
$url
);

}

```

Implementación en Ruby on Rails.
```
class
 
ApplicationController
 
<
 
ActionController
::
Base

  
before_filter
 
:ensure_proper_protocol

private

  
def
 
ensure_proper_protocol

    
if
 
request
.
ssl?

      
response
.
headers
[
'Strict-Transport-Security'
]
 
=
 
'max-age=10886400; includeSubDomains; preload'

    
else

      
redirect_to
 
"https://"
 
+
 
request
.
host
 
+
 
request
.
request_uri
,
 
:status
 
=>
 
301

    
end

  
end

end

```

Implementación en ASP.
```
'Use HTTP Strict Transport Security to force client to use secure connections only

Dim
 
use_sts

use_sts
 
=
 
True

If
 
use_sts
 
=
 
True
 
And
 
Request
.
ServerVariables
(
"HTTPS"
)
 
=
 
"on"
 
Then

    
Response
.
AddHeader
 
"Strict-Transport-Security"
,
 
"max-age=10886400; includeSubDomains; preload"

ElseIf
 
use_sts
 
=
 
True
 
And
 
Request
.
ServerVariables
(
"HTTPS"
)
 
=
 
"off"
 
Then

    
Response
.
Status
 
=
 
"301 Moved Permanently"

    
If
 
Request
.
QueryString
 
=
 
""
 
Then

        
Response
.
AddHeader
 
"Location"
,
 
"https://"
 
&
 
Request
.
ServerVariables
(
"SERVER_NAME"
)
 
&
 
Request
.
ServerVariables
(
"URL"
)

    
Else

        
Response
.
AddHeader
 
"Location"
,
 
"https://"
 
&
 
Request
.
ServerVariables
(
"SERVER_NAME"
)
 
&
 
Request
.
ServerVariables
(
"URL"
)
 
&
 
"?"
 
&
 
Request
.
QueryString

    
End
 
If

End
 
If

```

Implementación en  C# / ASP.NET. Código en el archivo global.asax:
```
// Use HTTP Strict Transport Security to force client to use secure connections only

protected
 
void
 
Application_BeginRequest
()

{

    
switch
 
(
Request
.
Url
.
Scheme
)

    
{

        
case
 
"https"
:

            
Response
.
AddHeader
(
"Strict-Transport-Security"
,
 
"max-age=10886400; includeSubDomains; preload"
);

            
break
;

        
case
 
"http"
:

            
var
 
path
 
=
 
"https://"
 
+
 
Request
.
Url
.
Host
 
+
 
Request
.
Url
.
PathAndQuery
;

            
Response
.
Status
 
=
 
"301 Moved Permanently"
;

            
Response
.
AddHeader
(
"Location"
,
 
path
);

            
break
;

    
}

}

```

Implementación en ColdFusion Markup Language (CFML).
```
<!--- Use HTTP Strict Transport Security to force client to use secure connections only --->

<cfset
 
use_sts
 
=
 
true
>

<cfif
 
use_sts
 
is
 
"True"
>

    
<cfif
 
cgi.https
 
is
 
"on"
>
 
        
<cfheader
 
name
=
"Strict-Transport-Security"
 
value
=
"max-age=10886400; includeSubDomains; preload"
>

    
<cfelse>
 
        
<cfheader
 
statuscode
=
"301"
 
statustext
=
"Moved permanently"
>

        
<cfheader
 
name
=
"Location"
 
value
=
"https://"
 
+
 
CGI.SERVER_NAME
 
+
 
CGI.SCRIPT_NAME
 
+
 
CGI.QUERY_STRING
>

    
</cfif>

</cfif>

```

Implementación en JavaServer Pages (JSP) o Java Servlets.
```
// Use HTTP Strict Transport Security to force client to use secure connections only

boolean
 
use_sts
 
=
 
true
;

if
(
use_sts
)
 
{

    
if
(
request
.
getScheme
().
equals
(
"https"
))
 
{

        
// Send HSTS header

        
response
.
setHeader
(
"Strict-Transport-Security"
,
 
"max-age=10886400; includeSubDomains; preload"
);

    
}
 
else
 
{

        
// Redirect to HTTPS

        
response
.
setStatus
(
301
);

        
String
 
url
 
=
 
"https://"
 
+
 
request
.
getServerName
();

        
if
(
request
.
getPathInfo
()
 
!=
 
null
)
 
{

            
url
 
=
 
url
 
+
 
"/"
 
+
 
request
.
getPathInfo
();

        
}

        
if
(
request
.
getQueryString
()
 
!=
 
null
 
&&
 
request
.
getQueryString
().
length
()
 
>
 
0
)
 
{

            
url
 
=
 
url
 
+
 
"?"
 
+
 
request
.
getQueryString
();

        
}

        
response
.
setHeader
(
"Location"
,
 
url
);

    
}

}

```

Implementación en Visual Basic .NET.
```
'Use HTTP Strict Transport Security to force client to use secure connections only

Dim
 
use_sts
 
As
 
Boolean
 
=
 
True

If
 
use_sts
 
And
 
Request
.
Url
.
Scheme
 
=
 
"https"
 
Then

    
Response
.
AppendHeader
(
"Strict-Transport-Security"
,
 
"max-age=10886400; includeSubDomains; preload"
)

ElseIf
 
use_sts
 
And
 
Request
.
Url
.
Scheme
 
=
 
"http"
 
Then

    
Response
.
Status
 
=
 
"301 Moved Permanently"

    
Response
.
AppendHeader
(
"Location"
,
 
"https://"
 
&
 
Request
.
Url
.
Host
 
&
 
Request
.
Url
.
PathAndQuery
)

End
 
If

```

Implementación como Struts 2 interceptor en Java.
```
// Use HTTP Strict Transport Security to force client to use secure connections only

public
 
class
 
StrictTransportSecurityInterceptor
 
extends
 
AbstractInterceptor
 
{

    
private
 
static
 
final
 
Log
 
logger
 
=
 
LogFactory
.
getLog
(
StrictTransportSecurityInterceptor
.
class
);

    
private
 
static
 
final
 
String
 
HSTS_HEADER
 
=
 
"Strict-Transport-Security"
;

    
private
 
static
 
final
 
String
 
HSTS_VALUE_NAME
 
=
 
"max-age="
;

    
private
 
static
 
final
 
int
 
HSTS_VALUE_IN_SECONDS
 
=
 
31536000
;

    
private
 
static
 
final
 
String
 
HSTS_VALUE_INCLUDE_SUBDOMAINS
 
=
 
"; includeSubDomains"
;

    
@Override

    
public
 
String
 
intercept
(
ActionInvocation
 
invocation
)
 
throws
 
Exception
 
{

        
ActionContext
 
context
 
=
 
invocation
.
getInvocationContext
();

        
HttpServletResponse
 
response
 
=
 
(
HttpServletResponse
)
 
context
.
get
(
StrutsStatics
.
HTTP_RESPONSE
);

        
String
 
headerValue
 
=
 
HSTS_VALUE_NAME
 
+
 
HSTS_VALUE_IN_SECONDS
;

        
response
.
addHeader
(
HSTS_HEADER
,
 
headerValue
);

        
logger
.
debug
(
"HSTS interceptor with policy: "
 
+
 
headerValue
);

        
return
 
invocation
.
invoke
();

    
}

}

<
interceptors
>

  
<
interceptor
 
name
=
"strictTransportSecurityInterceptor"
 
class
="
yourPackage
.
StrictTransportSecurityInterceptor
"/>

</interceptors>

<action name="
yourActionName
" class="
yourPackage
.
YourAction
">

  <interceptor-ref name="
strictTransportSecurityInterceptor
"></interceptor-ref>

  <result name="
success
">/success.jsp</result>

</action>

```